# 콜레코 제미니

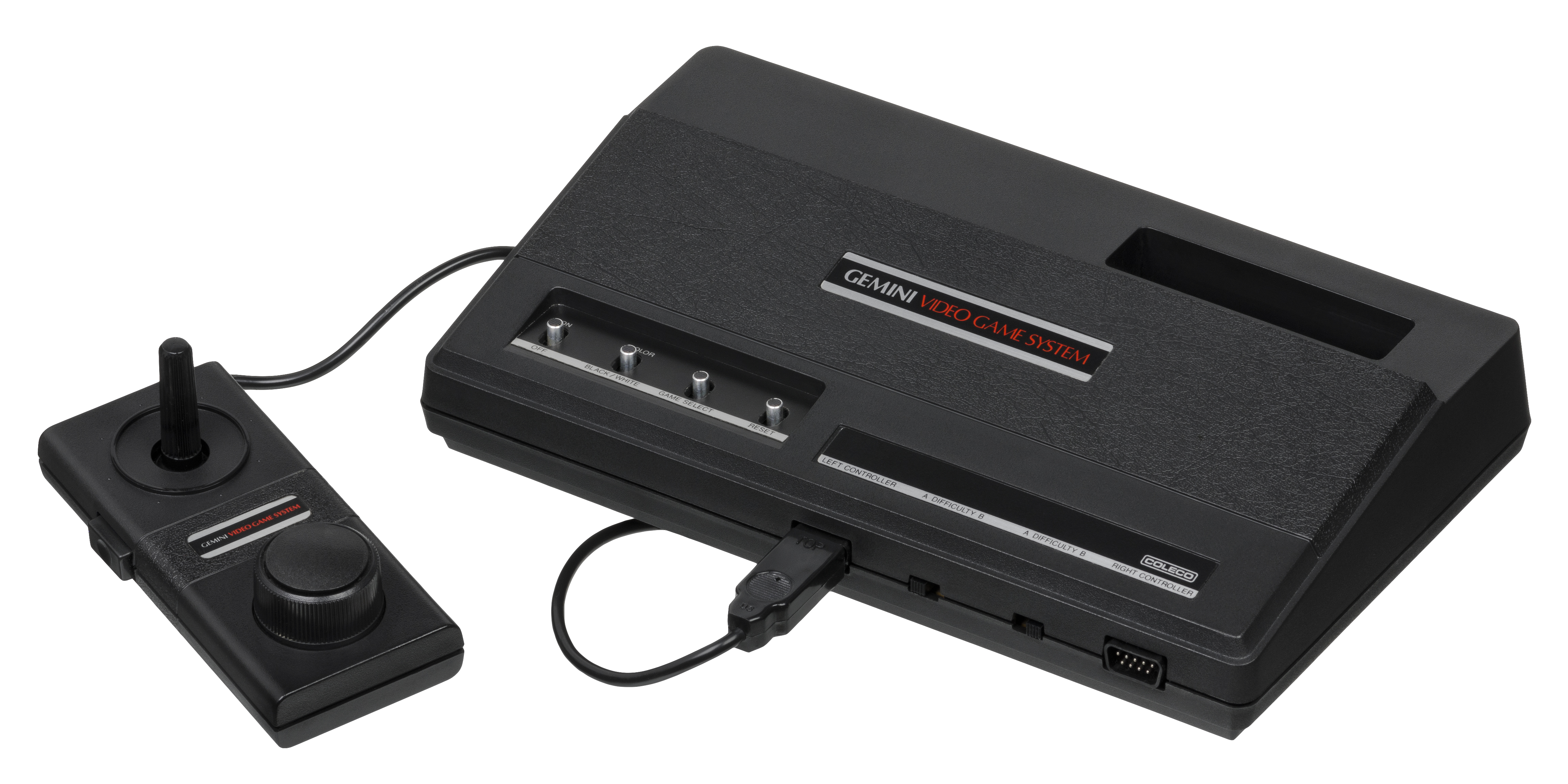

콜레코 제미니(Coleco Gemini)는 콜레코에서 판매한 아타리 2600 호환 게임기이다.
콜레코는 1982년 발매한 콜레코비전에서 아타리 2600용 게임을 플레이 할 수 있도록 확장 모듈 #1을 개발하여 판매하였다. 이에 아타리는 저작권 침해라며 법원에 콜레코를 고소하였지만 아타리는 패소하였고 콜레코는 아예 아타리 2600 호환 게임기인 제미니를 개발,판매하게 된다.

## 사양
아타리 2600과 동일
- CPU : MOS 6507 1.19MHz
- 비디오, 사운드 : TIA (해상도 160*192 128색, 2채널 모노 사운드)
- RAM : 128바이트

## 아타리 2600과 차이점
2600과의 가장 큰 차이점은 컨트롤러로 조이스틱 밑에 270도 패들을 추가하여 패들 전용 게임을 할 수 있었다.
또 2600에 비해 더 작고 매끈한 본체와 2600이 오래된 컴뱃(Combat) 게임을 번들로 준것에 비해 제미니는 당시 인기있었던 동키콩(Donkey Kong)을 번들로 주었다. 동키콩외에 카니발(Carnival)이나 마우스 트랩(Mouse Trap)을 포함한 패키지도 있었다. 시어즈(Sears) 백화점은 동키콩과 마우스 트랩 둘 다 포함된 제미니를 팔기도 했다.
콜레코는 컬럼비아 하우스(Columbia House)와 제휴를 맺어 제미니를 컬럼비아 홈 아케이드(Columbia Home Arcade)라는 이름으로 판매하였고 캐나다에서도 CBS Electronics가 같은 이름으로 판매하였다.